# Suwon (métro de Séoul)
Suwon (hangeul : 매교 ; hanja : 梅橋) est une station de correspondance entre la ligne 1 et la ligne Suin–Bundang du métro de Séoul. Elle est située au 126 Hyowon-ro, quartier Maegyo-dong, dans l'arrondissement Paldal-gu de la ville Suwon-si, sur le territoire de la province Gyeonggi-do, au sud-est de Séoul, en Corée du Sud. Elle est en correspondance directe avec la gare de Suwon desservie notamment par le réseau KTX.
Ouverte en 1975 sur le site de la gare de Suwon, elle devient une station de correspondance du métro en 2013. Elle est desservie par les rames omnibus et express de la ligne 1 et par les rames omnibus de la ligne Suin–Bundang.

## Situation sur le réseau

Plan du réseau (2023)

La station Suwon est une station de correspondance entre la ligne 1 et la ligne Suin–Bundang du métro de Séoul :
sur la ligne 1, c'est une station en surface, située entre la station Hwaseo, en direction de Guro, le terminus nord de la branche, ou du terminus Nord-est de la ligne principale Hwaseo, et la station Daechi, en en direction de Yeoncheon le terminus Nord-est ;
sur la ligne Suin–Bundang, c'est une station souterraine située entre la station Maegyo, en direction du terminus nord Cheongnyangni, et la station Gosaek en direction du terminus ouest Incheon.

## Histoire

### Gare ferroviaire
La gare d'origine est ouverte en 1905 lors de l'ouverture à l'exploitation de la ligne Gyeongbu.

### Station de métro
La station de la ligne 1 du métro de Séoul est mise en service le 15 août 1974, lors de l'ouverture à l'exploitation de plusieurs sections, notamment de la Gare de Séoul à la station Suwon.
La station privée est ouverte en 2003. Elle devient une station de correspondance le 30 novembre 2013, lors de l'ouverture à l'exploitation du prolongement de la ligne Bundang, de Mangpo à Suwon. Puis elle devient une station de la ligne Suin–Bundang, le 12 septembre 2020, lors de sa création par la fusion : de la ligne Bundang et de la ligne Suin, reliées par un nouveau tronçon complété par l'utilisation en commun d'un tronçon de la ligne 4 du métro de Séoul,.
Elle devient une station de passage de la ligne 1, le 1er juin 2009 lors de l'ouverture à l'exploitation de la section de Suwon à Byeongjeom.

## Services aux voyageurs

### Accès et accueil
La station partage avec la gare de Suwon l'important bâtiment réalisé avec des investisseurs privés. Il dispose quatre niveau en sous-sol et six étages. La station de la ligne 1 est située en surface, en parallèle des quais de la gare et la station de de la ligne Suin–Bundang est située au quatrième sous-sol. Outre les accès du bâtiment de la gare, la station dispose de 11 bouches numérotées de 1 à 11 situées de part et d'autre des voies routières proches.

### Desserte

#### Station ligne 1
Suwon, ligne 1, dispose des quais 2-3 et 8-9, équipés de portes palières, qui encadrent en surface les quais des trains. Elle est desservie par des rames omnibus et express qui circulent sur la ligne.

Installations ligne 1
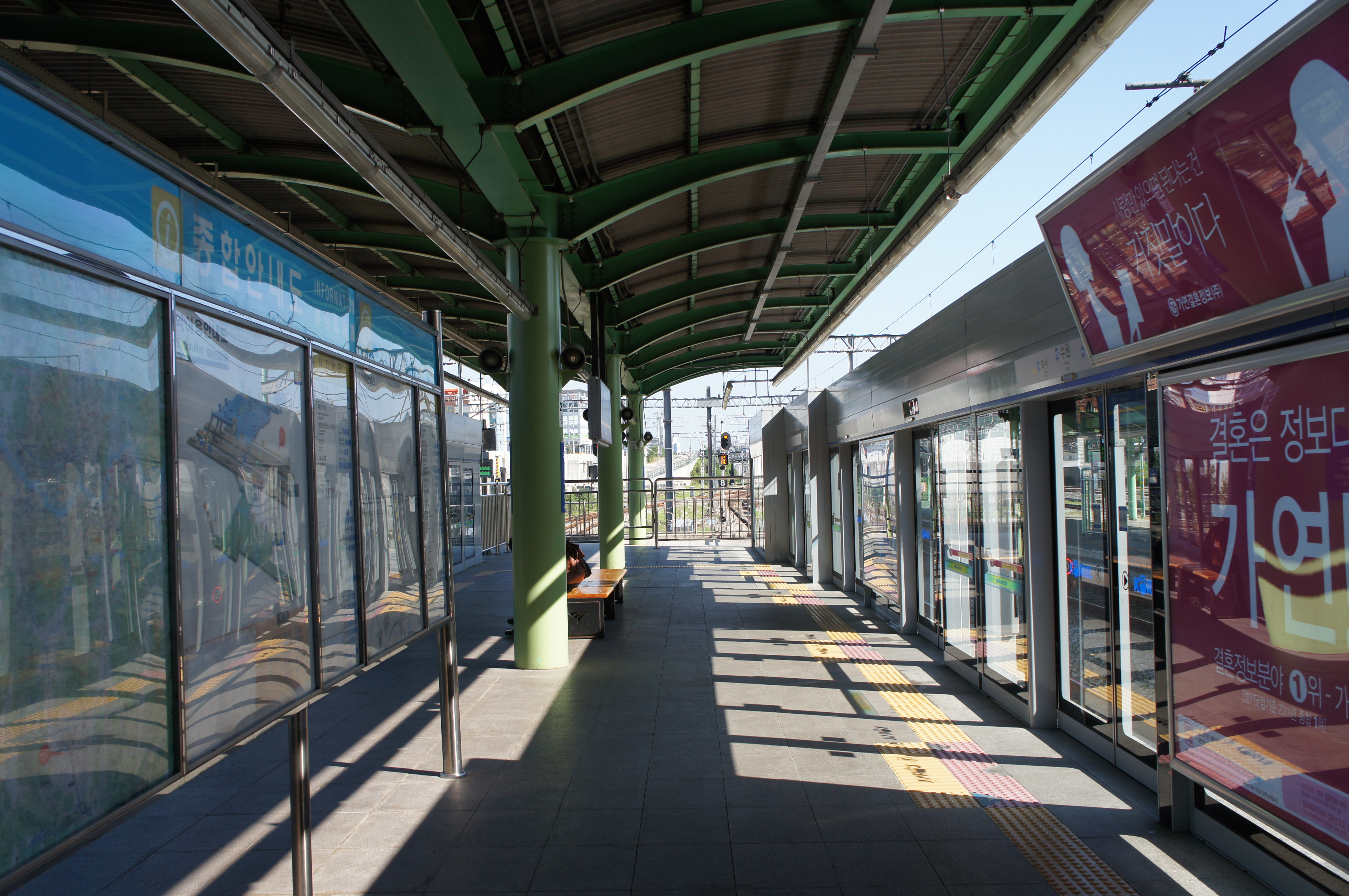
En 2011.
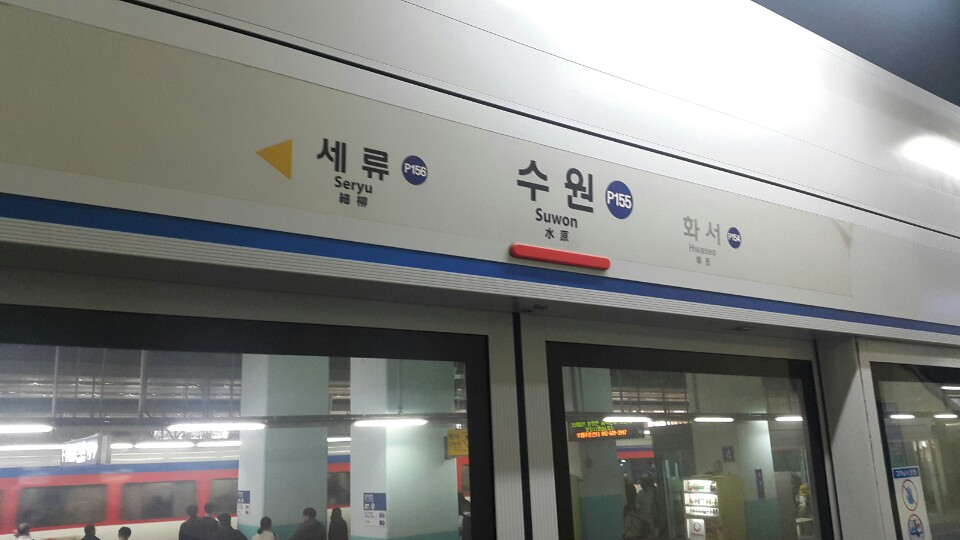
En 2017.
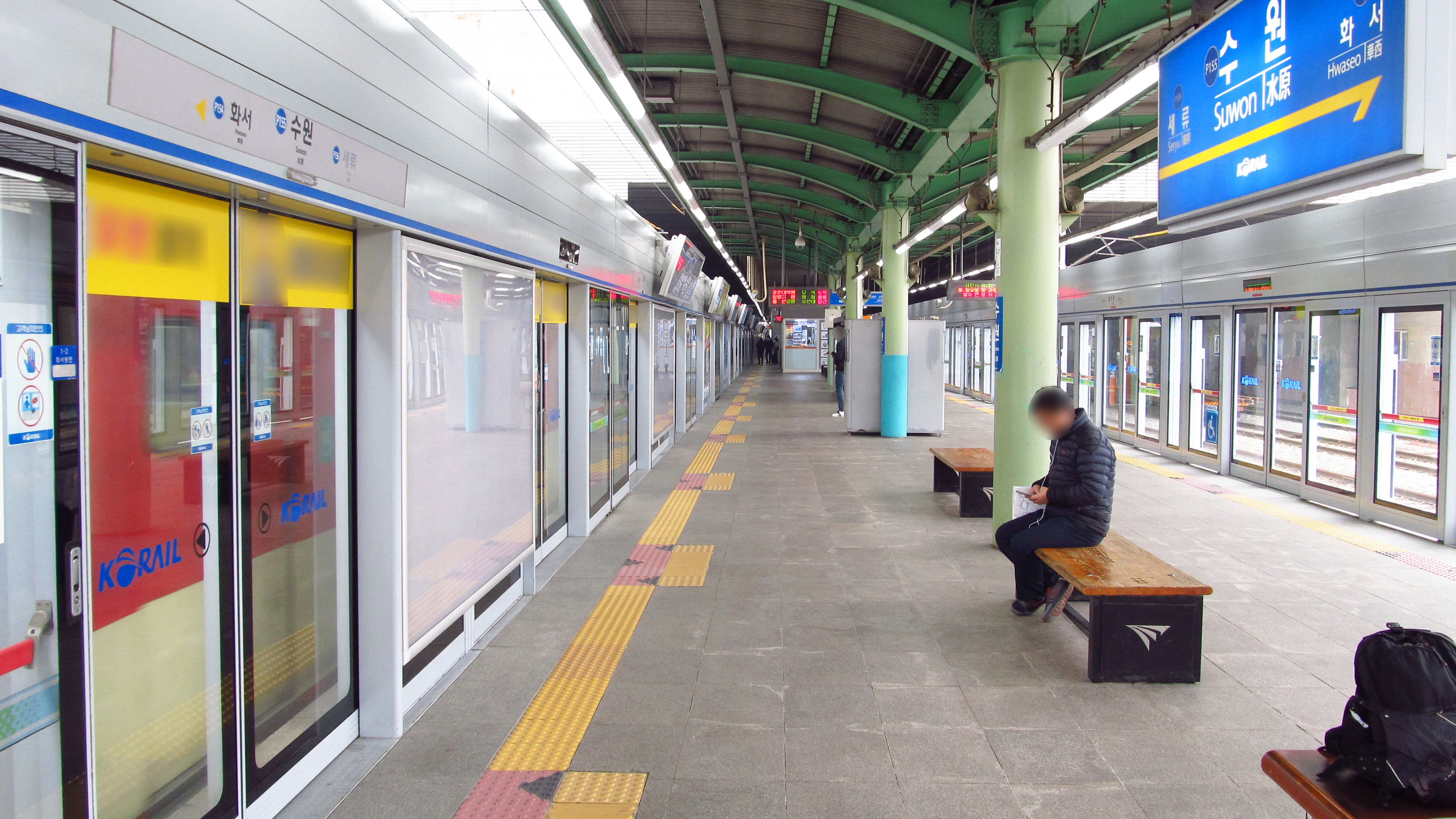
En 2018.

#### Station ligne Suin–Bundang
Suwon, ligne Suin–Bundang au quatrième niveau souterrain, dispose de deux quais latéraux, équipés de portes palières, qui encadrent les deux voies de la ligne. Elle est desservie par des rames omnibus et express qui circulent sur la ligne.

Installations ligne Suin–Bundang
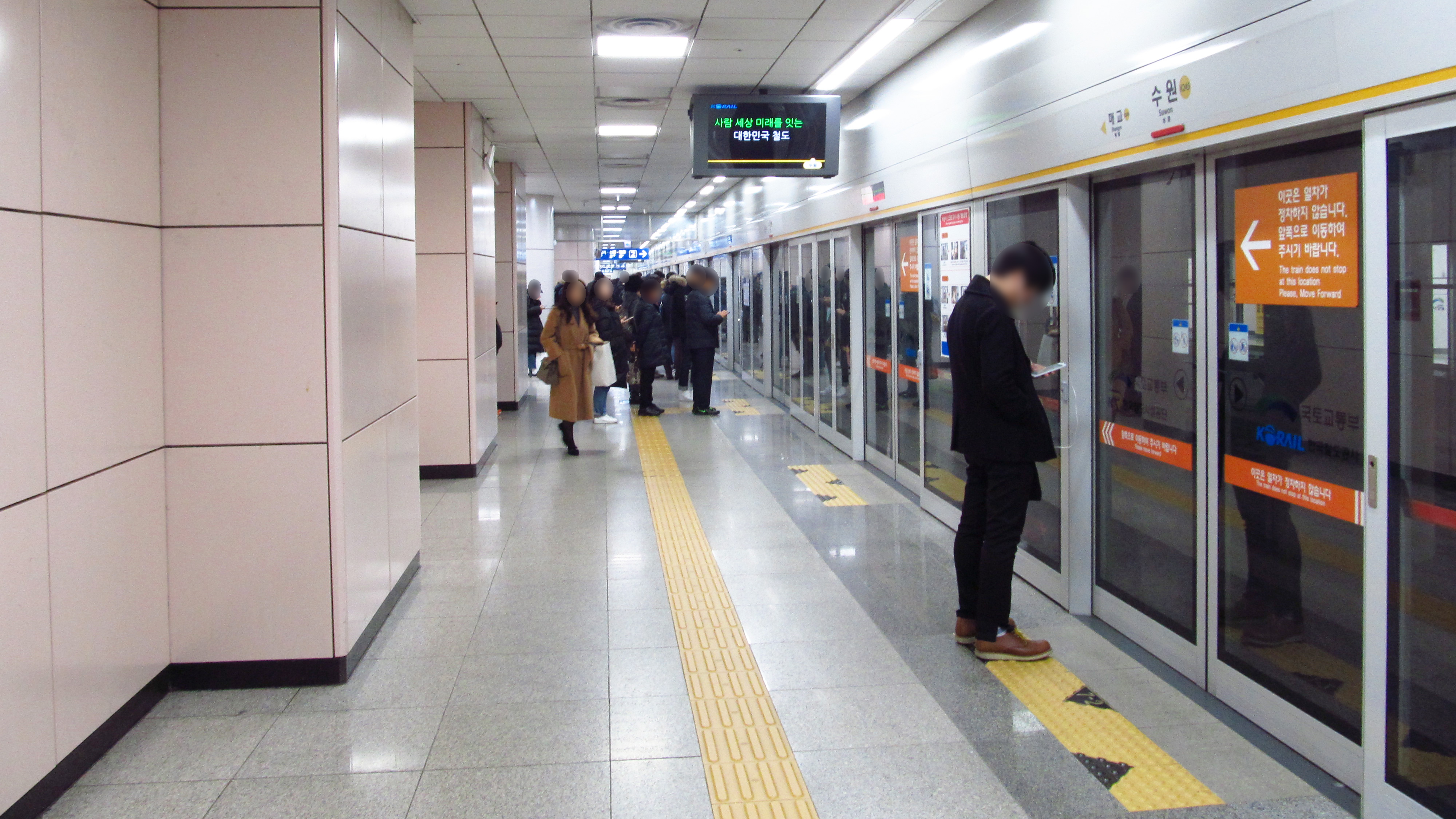
En 2018.
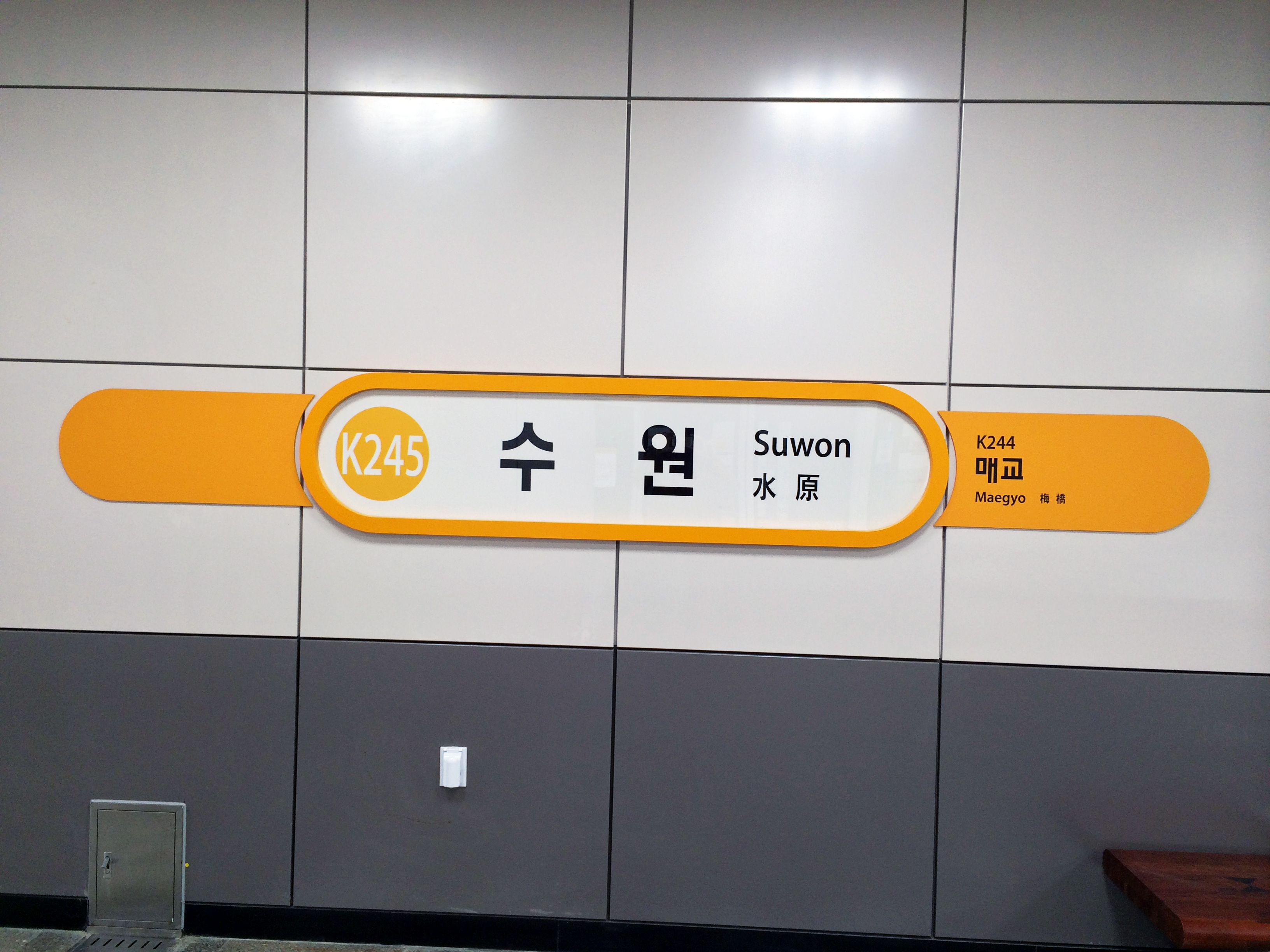
En 2013.
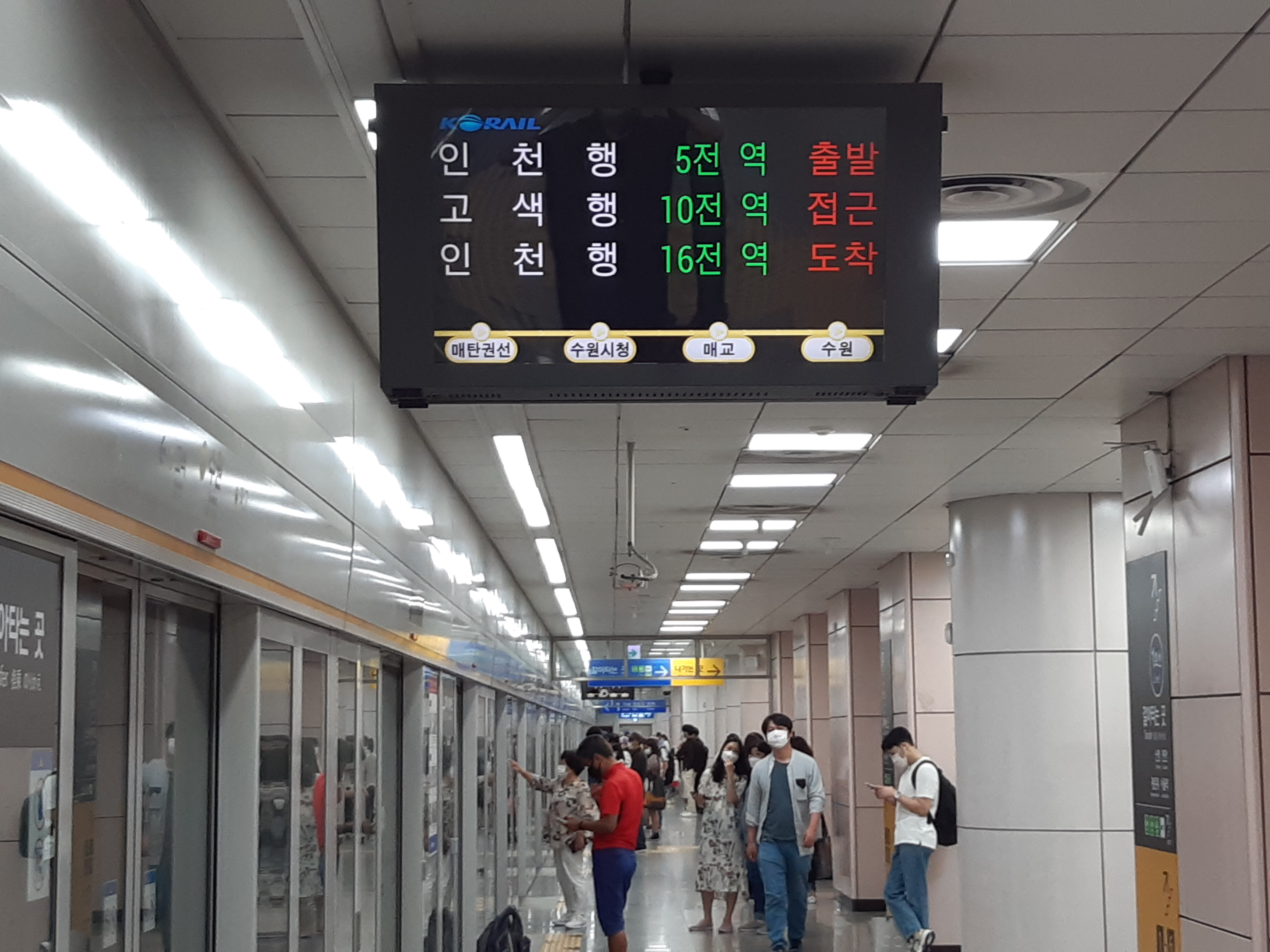
En 2020.

### Intermodalité
La station est en correspondance directe avec la gare de Suwon. De nombreux arrêts de bus sont situés autour de la gare et de la station.